# Joël Drommel
Joël Drommel (Bussum, 16 novembre 1996) è un calciatore olandese, portiere dello Sparta Rotterdam, in prestito dal PSV, e della nazionale olandese.

## Carriera

### Club
Dopo essersi affermato al Twente, nell’estate del 2021 passa al PSV vincendo subito la Supercoppa d’Olanda.

### Nazionale
Dopo aver fatto tutta la trafila nelle giovanili oranje, nell’agosto del 2021 viene convocato dal nuovo CT Louis van Gaal in vista delle gare di qualificazione ai Mondiali del 2022.

## Statistiche

### Presenze e reti nei club
Statistiche aggiornate al 30 giugno 2025.
| Stagione        | Squadra         | Campionato      | Campionato | Campionato | Coppe nazionali | Coppe nazionali | Coppe nazionali | Coppe continentali | Coppe continentali | Coppe continentali | Altre coppe | Altre coppe | Altre coppe | Totale | Totale |
| Stagione        | Squadra         | Comp            | Pres       | Reti       | Comp            | Pres            | Reti            | Comp               | Pres               | Reti               | Comp        | Pres        | Reti        | Pres   | Reti   |
| --------------- | --------------- | --------------- | ---------- | ---------- | --------------- | --------------- | --------------- | ------------------ | ------------------ | ------------------ | ----------- | ----------- | ----------- | ------ | ------ |
| 2014-2015       | Twente          | E               | 0          | 0          | CO              | 0               | 0               | -                  | -                  | -                  | -           | -           | -           | 0      | 0      |
| 2015-2016       | Twente          | E               | 12         | -31        | CO              | 1               | -2              | -                  | -                  | -                  | -           | -           | -           | 13     | -33    |
| 2016-2017       | Twente          | E               | 0          | 0          | CO              | 0               | 0               | -                  | -                  | -                  | -           | -           | -           | 0      | 0      |
| 2017-2018       | Twente          | E               | 18         | -31        | CO              | 3               | -6              | -                  | -                  | -                  | -           | -           | -           | 21     | -37    |
| 2018-2019       | Twente          | ED              | 36         | -35        | CO              | 4               | -5              | -                  | -                  | -                  | -           | -           | -           | 40     | -40    |
| 2019-2020       | Twente          | E               | 26         | -43        | CO              | 2               | -5              | -                  | -                  | -                  | -           | -           | -           | 28     | -48    |
| 2020-2021       | Twente          | E               | 34         | -50        | CO              | 0               | 0               | -                  | -                  | -                  | -           | -           | -           | 34     | -50    |
| Totale Twente   | Totale Twente   | Totale Twente   | 126        | -190       |                 | 10              | -18             |                    | -                  | -                  |             | -           | -           | 136    | -208   |
| 2021-2022       | PSV             | E               | 26         | -32        | CO              | 4               | -2              | UCL+UEL+UECL       | 6+6+4              | -4 + -8 + -5       | SO          | 1           | 0           | 47     | -51    |
| 2022-2023       | PSV             | E               | 4          | -5         | CO              | 5               | -5              | UCL+UEL            | 0+1                | 0 + -1             | SO          | 0           | 0           | 10     | -11    |
| 2023-2024       | PSV             | E               | 1          | -1         | CO              | 2               | -2              | UCL                | 0                  | 0                  | SO          | 0           | 0           | 3      | -3     |
| 2024-2025       | PSV             | E               | 1          | 0          | CO              | 4               | -6              | UCL                | 1                  | -3                 | SO          | 0           | 0           | 6      | -9     |
| Totale PSV      | Totale PSV      | Totale PSV      | 32         | -38        |                 | 15              | -15             |                    | 18                 | -21                |             | 1           | 0           | 66     | -74    |
| Totale carriera | Totale carriera | Totale carriera | 158        | -228       |                 | 25              | -33             |                    | 18                 | -21                |             | 1           | 0           | 202    | -282   |

## Palmarès

### Club

#### Competizioni nazionali
- Eerste Divisie: 1

Twente: 2018-2019
- Supercoppa dei Paesi Bassi: 2

PSV: 2021, 2023
- Coppa dei Paesi Bassi: 2

PSV: 2021-2022, 2022-2023
- Campionato olandese: 2

PSV: 2023-2024, 2024-2025